# 37 Близнецов
37 Близнецов (лат. 37 Geminorum), она же HD 50692 — звезда в созвездии Близнецов. Находится на расстоянии около 56 св. лет от Солнца.

## Характеристики
По спектральному классу звезду относят к категории жёлтых карликов, к которой принадлежит и наше Солнце. По диаметру и массе звезда немного превосходит Солнце — 1,03 и 1,1 соответственно. Возраст её оценивается в 5,5 млрд лет.
3 сентября 2001 года в систему 37 Близнецов было послано радиосообщение METI с помощью радиолокатора в обсерватории, которая находится в Крыму. Это один из самых крупных радиолокаторов на планете. Радиосообщение достигнет цели в декабре 2057 года.

## Ближайшее окружение звезды
Следующие звёздные системы находятся на расстоянии в пределах 10 световых лет от 37 Близнецов:
| Звезда      | Спектральный класс | Расстояние, св. лет |
| LP 308-10   | DC9 /VII           | 1,4                 |
| BD+30 1367a | K7-M0 V            | 2,6                 |
| BD+30 1367  | K2-6 V             | 3,6                 |
| δ Близнецов | F0-2 V-IV/?/K3-6 V | 7,1                 |
| BD+29 1441  | G4 V               | 7,4                 |
| BD+20 1426  | G0 V               | 8,2                 |
| L 1246-11   | M V                | 9,0                 |
| BD+32 1561  | K2-8 V             | 9,9                 |